# Meszlen
Meszlen község Vas vármegyében, a Szombathelyi járásban.

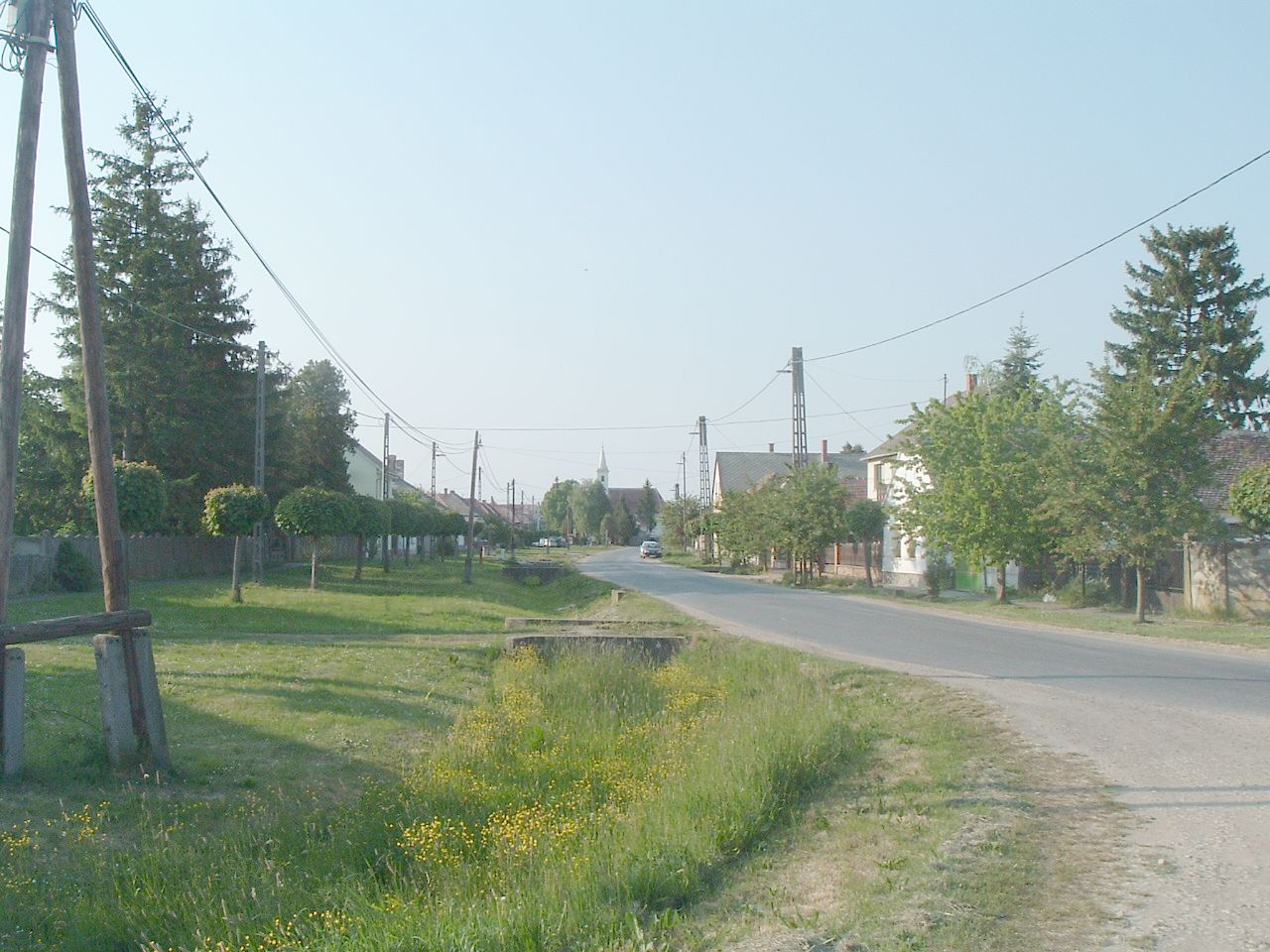
A főutca

## Fekvése
Szombathelytől 15 kilométerre északkeletre, a Gyöngyös-sík északi részén fekszik.
A szomszédos települések: észak felől Csepreg, kelet felől Acsád, dél felől Salköveskút, délnyugat felől Vasasszonyfa, északnyugat felől pedig Tömörd. Nyugati irányból a legközelebbi település Kőszegpaty, de a közigazgatási területeik nem érintkeznek.

### Megközelítése
Csak közúton közelíthető meg, Kőszeg és Acsád felől egyaránt a 8636-os úton. Közigazgatási határszélét nyugat felől érinti még a 8639-es út is.
Vasútvonal nem érinti, a legközelebbi vasúti csatlakozási lehetőséget a Sopron–Szombathely-vasútvonal Acsád vasútállomása kínálja, bő 5 kilométerre délkeletre.

## Nevének eredete
Neve a szláv Mislen személynévből származik.

## Története
Területe ősidők óta lakott, a falutól északnyugatra fekvő Zádorerdőben őskori halomsírok találhatók. Határában római emlékeket is találtak. 1255-ben Mezlen néven említik először. Alapítói a honfoglalók harcos középrétegének tagjai lehettek, utódaik a győri püspök harcos jobbágyai voltak. Egykor területén állt Világos földvára is.
Temploma a 13. században már állott, de csak 1430-ban említik először. A 15. században a falu a Meszlényi család birtoka volt. 1592-ben a templom a protestánsoké lett. 1598-ban és 1599-ben vármegyegyűlést tartottak itt. A 18. században a katolikusok visszakapták a korábban megosztva használt templomot.
Fényes Elek szerint "Meszlen, magyar falu, Vas vmegyében, 386 kath., 300 evang., 20 zsidó lak. Kath. és ágostai paroch. szentegyházak. Gazdag buzatermő határ. Nemes közbirtokosoké, de lakják szabadosok, mesteremberek és kereskedők is. Ut. p. Szombathely."
1910-ben 640 magyar lakosa volt.

## Közélete

### Polgármesterei
- 1990–1994: Fehér Csaba (független)[5]
- 1994–1998: Fehér Csaba (független)[6]
- 1998–2002: Kocsis Sándor (független)[7]
- 2002–2006: Kocsis Sándor (független)[8]
- 2006–2010: Konczné Molnár Margit (Fidesz-KDNP)[9]
- 2010–2014: Konczné Molnár Margit (független)[10]
- 2014–2019: Őri Zoltán (független)[11]
- 2019–2024: Őri Zoltán (független)[12]
- 2024– : Őri Zoltán (független)[1]

## Népesség
A település népességének változása:
| Lakosok száma | 218  | 212  | 211  | 196  | 209  | 205  | 203  |
|               | 2013 | 2014 | 2015 | 2021 | 2022 | 2023 | 2024 |

A 2011-es népszámlálás során a lakosok 95,9%-a magyarnak, 2,7% németnek, 0,9% románnak, 0,5% horvátnak mondta magát (2,7% nem nyilatkozott; a kettős identitások miatt a végösszeg nagyobb lehet 100%-nál). A vallási megoszlás a következő volt: római katolikus 67,7%, református 1,4%, evangélikus 20,9%, görögkatolikus 0,5%, felekezet nélküli 1,8% (7,3% nem nyilatkozott).

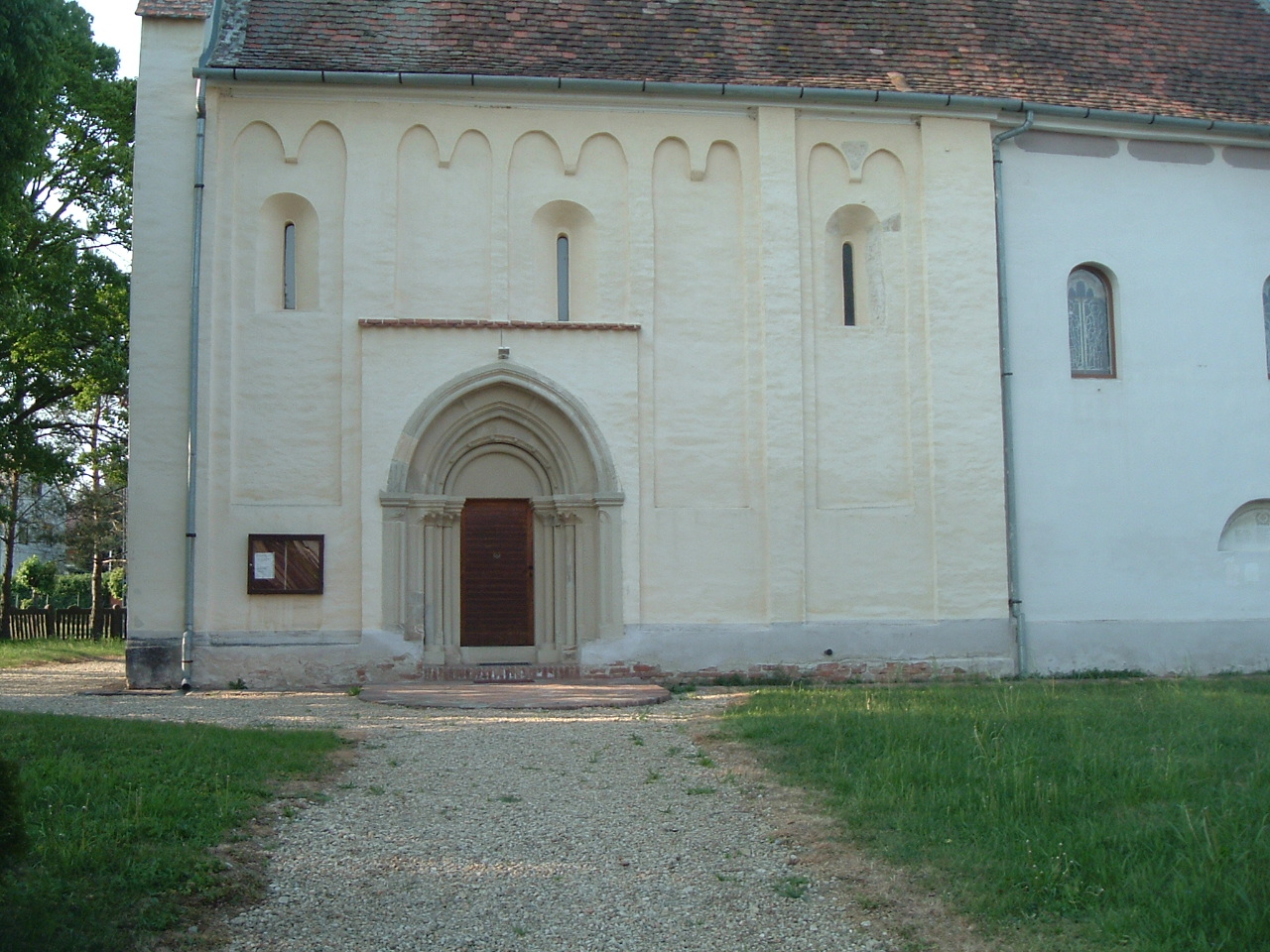
A római katolikus templom román kori részei

2022-ben a lakosság 95,7%-a vallotta magát magyarnak, 2,4% németnek, 1% románnak, 0,5% horvátnak, 0,5% egyéb, nem hazai nemzetiségűnek (3,3% nem nyilatkozott; a kettős identitások miatt a végösszeg nagyobb lehet 100%-nál). Vallásuk szerint 47,8% volt római katolikus, 22% evangélikus, 1,4% református, 4,3% egyéb keresztény, 6,7% felekezeten kívüli (17,7% nem válaszolt).

## Nevezetességei
- Római katolikus templomát 13. századi szentélyhez építették, Szűz Mária tiszteletére van szentelve. A 18. században barokk stílusban alakították át, ekkor készült a főoltár is.
- Evangélikus temploma 1786-ban épült.